# Рудолф Йозеф фон Колоредо
Рудолф Венцел Филип Леонхард Йозеф I. фон Колоредо (на немски: Rudolf Wenzel Philipp Leonhard Joseph I. Fürst von Colloredo, Graf zu Waldsee) е от 1763 г. княз на Колоредо и граф на Валдзе, от 1745 г. имперски вице-канцлер на Свещената Римска империя.

## Биография
Роден е на 6 юли 1706 година в Прага, Бохемско кралство. Той е член на фамилията Колоредо-Мансфелд, единствен син на граф Йохан Хиронимус Колоредо фон Валдзе (1674 – 1727), вицеграф на Мелс, щатхалтер на Ломбардия, и съпругата му графиня Йохана Шарлота Кинска (1675 – 1755). Внук е на барон Фердинанд Помпейус ди Колоредо, 3. маркиз ди Санта София (1635 – 1689) и контеса Фелицитас Рабата (1654 – 1707).
Рудолф Йозеф следва в Милано, Прага и Виена. Той прави бързо кариера на императорска служба. На 22 години става имперски дворцов съветник. Той е и дипломат. През 1744 г. става рицар на австрийския орден на Златното руно, а от 1745 г. е имперски вице-канцлер.
През 1763 г. Рудолф Венцел и други от фамилията Колоредо получават ранг принцове на Свещената Римска империя. При император Йозеф II той загубва влиянието си.
Умира на 1 ноември 1788 г. във Виена, Хабсбургска монархия, на 82-годишна възраст.

## Фамилия
Рудолф Венцел фон Колоредо се жени на 14 юли 1727 г. във Виена за графиня Мария Франциска Габриела фон Щархемберг (* 28 ноември 1707, Виена; † 8 ноември 1793, Виена), дъщеря на австрийския държавен и конференцминистър граф Гундакер Томас фон Щархемберг (1663 – 1745) и втората му съпруга графиня Мария Йозефа Йоргер цу Толет (1668 – 1746). Те имат децата:
- Антония фон Колоредо (* 21 април 1728, Виена; † 2 октомври 1757, Прага), омъжена на 26 юни 1746 г. във Виена за граф Прокоп Войтич (* 23 февруари 1726, Прага; † 26 януари 1777, Прага)
- Франц де Паула Гундакар фон Колоредо-Мансфелд (* 28 май 1731, Виена; † 27 октомври 1807, Виена), княз на Колоредо-Маннсфелд, дипломат, последният имперски вицеканцлер, женен I. на 6 януари 1771 г. в Прага за графиня Мария Изабела фон Мансфелд-Фондерорт (* 29 август 1750, Прага; † 21 октомври 1794, Виена), II. на 8 октомври 1797 г. за графиня Мария Йозефа фон Шратенбах (* 5 юни 1750; † 1 октомври 1806)
- Хиронимус фон Колоредо (* 31 май 1732, Виена; † 20 май 1812, Виена), граф на Колоредо, княжески архиепископ на Залцбург (1772 – 1803) и първият патрон на Волфганг Амадеус Моцарт.
- Йозеф фон Колоредо (* 11 септември 1735, Регенсбург; † 26 ноември 1818, Виена), австрийски министър и генерал
- Венцел Йозеф фон Колоредо (* 15 октомври 1738, Виена; † 4 септември 1822, Виена), австрийски императорски фелдмаршал
- Мария Габриела Колоредо (* 1741; † 1801), омъжена на 27 януари 1762 г. за унгарския граф Янош Липот Палфи аб Ердьод (* 18 август 1728; † 23 февруари 1791)
- Мария Каролина фон Колоредо-Мансфелд (* 14 февруари 1752, Виена; † 20 септември 1832, Виена), омъжена на 18 май 1772 г. във Виена за граф, от 1805 г. 1. княз Фердинанд фон Траутмансдорф-Вайнсберг (* 12 януари 1749, Виена; † 27 август 1827, Виена)
- 9 деца († млади)